# Maciej Żurawski
Maciej Stanisław Żurawski (ur. 12 września 1976 w Poznaniu) – polski piłkarz który występował na pozycji napastnika, były kapitan reprezentacji Polski, 5-krotny mistrz Polski, 3-krotny mistrz Szkocji oraz mistrz Cypru. 
Jest najskuteczniejszym strzelcem Wisły Kraków w historii występów klubu w europejskich pucharach, z 23 golami na koncie.

## Kariera klubowa
Wychowanek poznańskiej Warty, gdzie rozpoczął swoją karierę piłkarską. W Ekstraklasie zadebiutował 31 lipca 1994 roku w meczu przeciwko Widzewowi Łódź, który Warta przegrała 0:4. Następnie przeszedł do Lecha Poznań, dla którego zdobył swoją pierwszą bramkę w Ekstraklasie – 29 marca 1998 roku, w 83. minucie meczu z Górnikiem Zabrze (2:2).

### Wisła Kraków
W 1999 roku Żurawski przeniósł się do Wisły Kraków, z którą sięgnął 4-krotnie po mistrzostwo Polski w sezonach 2000/2001, 2002/2003, 2003/2004 i 2004/2005, a także 2 krotnie po Puchar Polski w sezonach 2001/2002 i 2002/2003 oraz raz po Puchar Ligi Polskiej w sezonie 2000/2001. Był ponadto dwukrotnym królem strzelców ligi polskiej w sezonach 2001/2002 i 2003/2004 (21 i 20 goli). W sezonie 2004/2005 (w meczu przeciwko GKS Katowice) przekroczył granicę 100 bramek strzelonych w polskiej lidze. W sezonie 2002/03 z Wisłą Kraków dotarł do IV rundy (1/8 finału) Pucharu UEFA. Żurawski zdobył wtedy 10 goli w 10 meczach i w klasyfikacji strzelców Pucharu UEFA w tamtym sezonie ustąpił tylko Henrikowi Larssonowi (ówczesnemu graczowi Celticu Glasgow), który zdobył 11 goli. Łącznie w Pucharze UEFA Żurawski grając dla Wisły do połowy 2005 roku wystąpił w 26 meczach i zdobył 13 goli, natomiast w eliminacjach Ligi Mistrzów rozegrał 11 meczów i strzelił 9 goli.

### Celtic

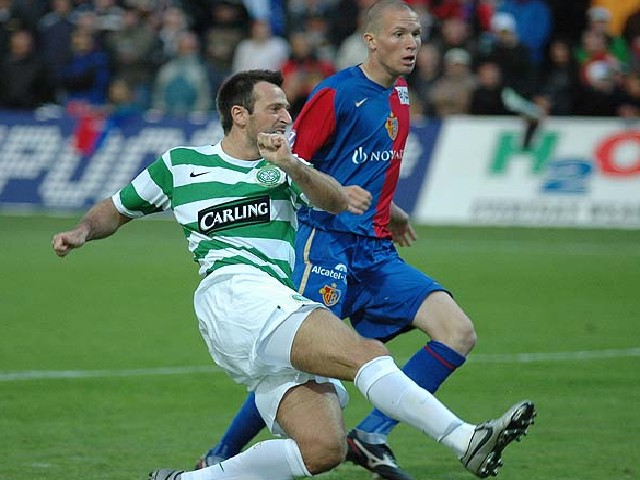
Maciej Żurawski w barwach Celticu (2007)

Sezon 2005/06 rozpoczął w barwach Celtic F.C. z Glasgow. W pierwszym sezonie zdobył z Celtikiem mistrzostwo Szkocji oraz Puchar ligi, zdobywając 20 bramek i będąc porównywanym do Henrika Larssona. 26 września 2006 roku Żurawski zadebiutował w barwach Celticu Glasgow w Lidze Mistrzów. W sezonie 2006/07 obronił mistrzostwo Szkocji i strzelił 6 goli. W Szkocji Żurawski zdobył także Puchar Szkocji w sezonie 2006/07 oraz Puchar Ligi szkockiej w sezonie 2005/06.

### Larissa
1 lutego 2008 roku przeszedł do greckiej Larisy, gdzie już w debiucie 9 lutego 2008 roku przeciwko AEK Ateny strzelił swojego pierwszego gola w lidze greckiej. Przez półtora roku gry zdobył dla klubu 15 bramek w rozgrywkach ligowych.

### Omonia Nikozja
2 czerwca 2009 Maciej Żurawski został piłkarzem cypryjskiego klubu Omonia Nikozja. Prezes klubu na oficjalnej konferencji prasowej podał do wiadomości, że klub pozyskał zawodnika. 16 lipca w swoim debiucie w barwach Omonii, w meczu drugiej rundy eliminacyjnej Ligi Europy z HB Tórshavn zdobył bramkę, podwyższając wynik spotkania na 3:0. Żurawski wygrał z Omonią w sezonie 2009/2010 rozgrywki cypryjskiej A Katigorii.

### Powrót do Wisły
28 czerwca 2010 podpisał roczny kontrakt z Wisłą Kraków. Zawodnik powrócił do krakowskiego klubu po pięciu latach gry za granicą. Pierwszą bramkę po powrocie do Wisły zdobył w rewanżowym spotkaniu eliminacji LE z FC Siauliai. Sezon zakończył wywalczeniem Mistrzostwa Polski, piątego w swoim dorobku zdobytego w barwach Wisły. Pod koniec lutego 2012 roku Żurawski ogłosił oficjalnie zakończenie piłkarskiej kariery.

### Wznowienie kariery
Na początku maja 2014 wznowił karierę i został piłkarzem trzecioligowego wówczas Porońca Poronin, 11 maja w meczu z Łysicą Bodzentyn zdobył pierwszego gola dla nowego klubu.

## Kariera reprezentacyjna
Wielokrotny reprezentant Polski – rozegrał 72 spotkania i strzelił 17 goli. Jego debiut miał miejsce 10 listopada 1998 roku w meczu przeciwko Słowacji (3:1). Uczestniczył w turniejach finałowych mistrzostw świata 2002 w Korei i Japonii oraz mistrzostw świata 2006 w Niemczech. Łącznie rozegrał 6 meczów na mistrzostwach świata, nie zdobywając żadnej bramki. 27 maja 2008 roku strzelił 1200 gola w dziejach Reprezentacji Polski. Żurawski był kapitanem reprezentacji Polski na mistrzostwach Europy 2008 w Austrii i Szwajcarii, jednak z powodu kontuzji rozegrał tam zaledwie jedną połowę pierwszego meczu z Niemcami. Pomimo to pozostał z drużyną do czasu zakończenia jej udziału w mistrzostwach. Występ w meczu z Niemcami był dla Żurawskiego ostatnim w jego reprezentacyjnej karierze.

## Statystyki

### Klubowe
| Klub                 | Sezon                | Liga                 | Liga  | Liga   | Puchary krajowe | Puchary krajowe | Puchary europejskie | Puchary europejskie | Inne  | Inne   | Suma  | Suma   |
| Klub                 | Sezon                | Liga                 | Mecze | Bramki | Mecze           | Bramki          | Mecze               | Bramki              | Mecze | Bramki | Mecze | Bramki |
| -------------------- | -------------------- | -------------------- | ----- | ------ | --------------- | --------------- | ------------------- | ------------------- | ----- | ------ | ----- | ------ |
| Warta Poznań         | 1994/1995            | Ekstraklasa          | 21    | 0      | 0               | 0               | –                   | –                   | –     | –      | 21    | 0      |
| Warta Poznań         | 1995/1996            | I Liga               | 22    | 1      | 0               | 0               | –                   | –                   | –     | –      | 22    | 1      |
| Warta Poznań         | 1996/1997            | II Liga              | ?     | ?      | 2               | 0               | –                   | –                   | –     | –      | 2     | 0      |
| Warta Poznań         | 1997/1998 (j)        | I Liga               | 16    | 4      | –               | –               | –                   | –                   | –     | –      | 16    | 4      |
| Lech Poznań          | 1997/1998 (w)        | Ekstraklasa          | 17    | 2      | 1               | 0               | –                   | –                   | –     | –      | 18    | 2      |
| Lech Poznań          | 1998/1999            | Ekstraklasa          | 30    | 11     | 1               | 0               | –                   | –                   | –     | –      | 31    | 11     |
| Lech Poznań          | 1999/2000 (j)        | Ekstraklasa          | 9     | 6      | 1               | 0               | 4                   | 2                   | –     | –      | 14    | 8      |
| Wisła Kraków         | 1999/2000            | Ekstraklasa          | 20    | 6      | 7               | 2               | –                   | –                   | –     | –      | 27    | 8      |
| Wisła Kraków         | 2000/2001            | Ekstraklasa          | 27    | 8      | 7               | 3               | 6                   | 0                   | –     | –      | 40    | 11     |
| Wisła Kraków         | 2001/2002            | Ekstraklasa          | 27    | 21     | 8               | 7               | 8                   | 4                   | –     | –      | 43    | 32     |
| Wisła Kraków         | 2002/2003            | Ekstraklasa          | 28    | 22     | 7               | 6               | 10                  | 10                  | –     | –      | 45    | 38     |
| Wisła Kraków         | 2003/2004            | Ekstraklasa          | 26    | 20     | 1               | 0               | 8                   | 5                   | –     | –      | 35    | 25     |
| Wisła Kraków         | 2004/2005            | Ekstraklasa          | 25    | 24     | 11              | 6               | 5                   | 3                   | –     | –      | 41    | 33     |
| Celtic               | 2005/2006            | SPL                  | 24    | 16     | 4               | 4               | 2                   | 0                   | –     | –      | 30    | 20     |
| Celtic               | 2006/2007            | SPL                  | 26    | 6      | 3               | 4               | 5                   | 0                   | –     | –      | 34    | 10     |
| Celtic               | 2007/2008            | SPL                  | 5     | 0      | 0               | 0               | 3                   | 0                   | –     | –      | 8     | 0      |
| Larissa              | 2007/2008            | Super League         | 11    | 6      | 1               | 0               | –                   | –                   | –     | –      | 12    | 6      |
| Larissa              | 2008/2009            | Super League         | 27    | 9      | 2               | 0               | –                   | –                   | 4     | 0      | 33    | 9      |
| Omonia Nikozja       | 2009/2010            | A Katigoria          | 23    | 8      | 4               | 2               | 3                   | 2                   | –     | –      | 30    | 12     |
| Wisła Kraków         | 2010/2011            | Ekstraklasa          | 21    | 1      | 3               | 1               | 4                   | 1                   | –     | –      | 28    | 3      |
| Wisła Kraków oldboje | 2012/2013 (j)        | –                    | –     | –      | 1               | 0               | –                   | –                   | –     | –      | 1     | 0      |
| Poroniec Poronin     | 2013/2014 (w)        | III liga             | 2     | 2      | 0               | 0               | –                   | –                   | –     | –      | 2     | 2      |
| Poroniec Poronin     | 2014/2015            | III liga             | 20    | 14     | 0               | 0               | –                   | –                   | –     | –      | 20    | 14     |
| Poroniec Poronin     | 2015/2016 (j)        | III liga             | 10    | 5      | 2               | 6               | –                   | –                   | –     | –      | 12    | 11     |
| Suma                 | Warta Poznań         | Warta Poznań         | 59    | 5      | 2               | 0               | –                   | –                   | –     | –      | 61    | 5      |
| Suma                 | Lech Poznań          | Lech Poznań          | 56    | 19     | 3               | 0               | 4                   | 2                   | –     | –      | 63    | 21     |
| Suma                 | Celtic               | Celtic               | 55    | 22     | 7               | 8               | 10                  | 0                   | –     | –      | 72    | 30     |
| Suma                 | Larissa              | Larissa              | 38    | 15     | 3               | 0               | –                   | –                   | 4     | 0      | 45    | 15     |
| Suma                 | Wisła Kraków         | Wisła Kraków         | 174   | 102    | 44              | 25              | 41                  | 23                  | –     | –      | 259   | 150    |
| Suma                 | Wisła Kraków oldboje | Wisła Kraków oldboje | –     | –      | 1               | 0               | –                   | –                   | –     | –      | 1     | 0      |
| Suma                 | Poroniec Poronin     | Poroniec Poronin     | 32    | 21     | 2               | 6               | –                   | –                   | –     | –      | 34    | 27     |

### Gole w reprezentacji

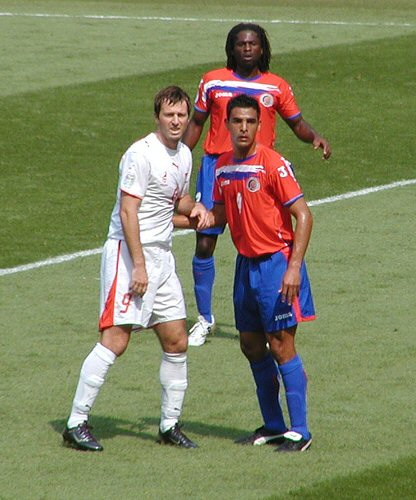
Żurawski w barwach reprezentacji Polski w meczu z Kostaryką na MŚ 2006

- 10 lutego 2002, Limassol, Polska  –  Wyspy Owcze 2:1, 2 gole
- 18 maja 2002, Warszawa, Polska  –  Estonia 1:0
- 21 sierpnia 2002, Szczecin, Polska  –  Belgia 1:1
- 16 listopada 2003, Płock, Polska  –  Serbia i Czarnogóra 4:3
- 18 sierpnia 2004, Poznań, Polska  –  Dania 1:5
- 4 września 2004, Belfast, Irlandia Północna  –  Polska 0:3, el.MŚ 2006
- 8 września 2004, Chorzów, Polska  –  Anglia 1:2, el.MŚ 2006
- 13 października 2004, Cardiff, Walia  –  Polska 2:3, el.MŚ 2006
- 9 lutego 2005, Grodzisk Wielkopolski, Polska  –  Białoruś 1:3
- 30 marca 2005, Warszawa, Polska  –  Irlandia Północna 1:0, el.MŚ 2006
- 29 maja 2005, Szczecin, Polska  –  Albania 1:0
- 4 czerwca 2005, Baku, Azerbejdżan  –  Polska 0:3, el.MŚ 2006
- 3 września 2005, Chorzów, Polska  –  Austria 3:2, el.MŚ 2006
- 7 września 2005, Warszawa, Polska  –  Walia 1:0, el.MŚ 2006
- 28 marca 2007, Kielce, Polska  –  Armenia 1:0, el.ME 2008
- 27 maja 2008, Reutlingen, Polska  –  Albania 1:0

## Osiągnięcia

### Klubowe
Wisła Kraków
- Ekstraklasa: 2000/01, 2002/03, 2003/04, 2004/05, 2010/11
- Puchar Polski: 2001/02, 2002/03
- Puchar Ligi Polskiej: 2000/01
- Superpuchar Polski: 2001

Celtic
- Scottish Premier League: 2005/06, 2006/07, 2007/08
- Puchar Szkocji: 2006/07
- Puchar Ligi Szkockiej: 2005/06

Omonia Nikozja
- A Katigoria: 2009/10

### Indywidualne
- Ekstraklasa Król strzelców: 2001/02, 2003/04
- Piłkarz Roku: 2002
- Piłkarski Oscar „Piłkarz Roku”: 2002
- Piłkarski Oscar „Najlepszy Piłkarz Ligi”: 2001, 2002
- Piłkarski Oscar „Najlepszy Napastnik Ligi Polskiej”: 2003
- Nagroda Miasta Krakowa w dziedzinie sportu: 2003
- Piłkarz miesiąca w SPL: luty 2006

## Inna działalność
W 2012 został skautem działającym dla Wisły Kraków. W wyborach do Parlamentu Europejskiego w 2014 bezskutecznie ubiegał się o mandat w okręgu małopolsko-świętokrzyskim, startując z listy komitetu wyborczego Sojusz Lewicy Demokratycznej – Unia Pracy i uzyskując 3312 głosów.

Był ekspertem i komentatorem piłkarskim Telewizji Polskiej. Podczas Mistrzostw Świata w Piłce Nożnej 2018 w Rosji wraz z Maciejem Iwańskim komentował wybrane mecze. Następnie rozpoczął współpracę z Polsatem Sport. 